# ألان أرميتاغ
ألان أرميتاغ (بالإنجليزية: Allan Armitage)‏ هو عالم نبات أمريكي، ولد في 1950.